# Kelantan
Kelantan is een van de dertien staten van Maleisië. Kelantan ligt op het vasteland van Maleisië en is de noordelijkste staat aan de oostkust. De provinciehoofdstad van Kelantan is Kota Bharu. De naam Kelantan betekent land van de bliksem.

## Chinese invloed
In 1429 kwam zeevaarder Zheng He aan in dit gebied. Een beeld met inscriptie van een Chinese tempel in Kampong Pulai, Gua Musang bevestigt dit. Deze tempel is de oudste Chinese tempel van Maleisië. Het dorp trok later zeer veel overzeese Chinezen, omdat er in het gebied goud te vinden was. De Chinese Maleisiërs hier vormen 7% van de bevolking.
Tegenwoordig telt Kelantan zevenenveertig Cina Kampong, dit zijn Chinese dorpen langs de rivier Kelantan.

## Thaise invloed
Kelantan ligt vlak bij de grens met Thailand. Het is daarom niet raar dat Kelantan een kleine gemeenschap van Thaise mensen heeft. Zij zijn merendeels boeddhist en hebben in loop der tijd meerdere Thais-boeddhistische tempels gebouwd.

## Geografie en demografie
Kelantan grenst aan drie andere staten; in het zuidoosten grenst het aan Terengganu, in het westen aan Perak en in het zuiden aan Pahang. Ook ligt het aan de grens met Thailand en grenst het voor een deel aan de Zuid-Chinese Zee.
De oppervlakte van Kelantan is 14.922 km² en er wonen 1,4 miljoen mensen. De staat is gesitueerd in het noordoosten van Maleisië.

## Bestuurlijke indeling
Kelantan is onderverdeeld in tien districten:
- Bachok
- Gua Musang
- Jeli
- Kota Bharu
- Kuala Krai
- Machang
- Pasir Mas
- Pasir Putih
- Tanah Merah
- Tumpat